# Bezirksgericht Cottbus
Das Bezirksgericht Cottbus war ein Bezirksgericht der DDR mit Sitz in Cottbus.

## Geschichte
In der DDR wurden 1952 die Landgerichte abgeschafft und durch Bezirksgerichte ersetzt. Entsprechend wurde das Landgericht Cottbus aufgehoben. Für den Bezirk Cottbus entstand das Bezirksgericht Cottbus. Mitte der 1950er Jahre galt die Spruchpraxis in politischen Prozessen am Bezirksgericht Cottbus als besonders hart.
Nach dem Zusammenbruch der DDR wurden mit dem Gesetz über die Neugliederung der Kreisgerichtsbezirke im Land Brandenburg (Brandenburgisches Kreisgerichtsbezirksgesetz – BbgKrGBG) vom 8. Dezember 1992 die Gerichtsbezirke mit Wirkung vom 1. Januar 1993 neu gegliedert. Das Bezirksgericht Cottbus war danach für die Kreisgerichte Bad Liebenwerda, Cottbus, Guben, Lübben und Senftenberg zuständig. Die anderen Kreisgerichte wurden aufgehoben.
Das Brandenburgische Gerichtsneuordnungsgesetz (BbgGerNeuOG), verkündet als Artikel 1 des Gesetzes zur Neuordnung der ordentlichen Gerichtsbarkeit und zur Ausführung des Gerichtsverfassungsgesetzes im Land Brandenburg vom 14. Juni 1993, verfügte zum 1. Dezember 1993 die Fortführung der bestehenden Kreisgerichte als Amtsgerichte, die Fortführung der Bezirksgerichte in Cottbus, Frankfurt (Oder) und Potsdam als Landgerichte und die Errichtung eines weiteren Landgerichts in Neuruppin. Damit ging das das Landgericht Cottbus 1993 aus dem Bezirksgericht Cottbus neu hervor.

## Bekannte Urteile
- Urteil gegen Karl Plesse
- Urteil gegen Sylvester Murau

Für weitere Urteile siehe die Liste von in der DDR hingerichteten Personen